# Далнегорск
Далнегорск (на руски: Дальнегорск) е град в Приморски край, Русия. Разположен е в източната част на хребета Сихоте Алин. Административен център е на Далнегорски район. Към 2016 г. има население от 35 405 души.

## История
Основан е през 1897 г. като село Тетюхе (на китайски: 野豬河; букв. „долина на диви свине“) във връзка с добива на оловно-цинкова руда. В следващите години тук са построени комбинати за обработка на добиваната руда. През 1930 г. Тетюхе вече е селище от градски тип. През 1972 г. е преименувано на Далнегорск, като част от кампанията за преименуване на съветските селища, имащи китайски имена. През 1989 г. Далнегорск получава статут на град. Тук се намира т.нар. „Височина 611“, където според очевидци на 29 януари 1986 г. се разбива летяща чиния. Подобен инцидент се случва и през 1989 г.

## Население
| 1931   | 1959   | 1970   | 1979   | 1989   | 1992   | 1996   |
| ------ | ------ | ------ | ------ | ------ | ------ | ------ |
| 5200   | 16 887 | 33 506 | 43 423 | 49 792 | 50 400 | 48 400 |
| 1998   | 2000   | 2003   | 2005   | 2007   | 2009   | 2010   |
| 47 000 | 45 800 | 40 100 | 39 600 | 38 900 | 38 424 | 37 519 |
| 2011   | 2012   | 2013   | 2014   | 2015   | 2016   |        |
| 37 500 | 36 817 | 36 351 | 35 976 | 35 556 | 35 405 |        |

## Климат
Климатът в Далнегорск е умеренокнтинентален. Средната годишна температура е 3,4 °C, а средното количество годишни валежи е около 756 mm.
| Климатични данни за Далнегорск     | Климатични данни за Далнегорск | Климатични данни за Далнегорск | Климатични данни за Далнегорск | Климатични данни за Далнегорск | Климатични данни за Далнегорск | Климатични данни за Далнегорск | Климатични данни за Далнегорск | Климатични данни за Далнегорск | Климатични данни за Далнегорск | Климатични данни за Далнегорск | Климатични данни за Далнегорск | Климатични данни за Далнегорск | Климатични данни за Далнегорск |
| Месеци                             | яну.                           | фев.                           | март                           | апр.                           | май                            | юни                            | юли                            | авг.                           | сеп.                           | окт.                           | ное.                           | дек.                           | Годишно                        |
| Средни максимални температури (°C) | −8,8                           | −5,5                           | 1,1                            | 8,9                            | 14,4                           | 17,1                           | 21,2                           | 22,8                           | 19,2                           | 12,3                           | 2,2                            | −6                             |                                |
| Средни температури (°C)            | −13,4                          | −10,7                          | −3,9                           | 3,8                            | 9,0                            | 12,6                           | 17,2                           | 18,7                           | 14,0                           | 6,8                            | −2,6                           | −10,6                          |                                |
| Средни минимални температури (°C)  | −17,9                          | −15,8                          | −8,8                           | −1,3                           | 3,6                            | 8,2                            | 13,2                           | 14,6                           | 8,8                            | 1,3                            | −7,3                           | −15,2                          |                                |
| Средни месечни валежи (mm)         | 14                             | 16                             | 22                             | 47                             | 73                             | 101                            | 113                            | 132                            | 117                            | 61                             | 39                             | 21                             |                                |
| ---------------------------------- | ------------------------------ | ------------------------------ | ------------------------------ | ------------------------------ | ------------------------------ | ------------------------------ | ------------------------------ | ------------------------------ | ------------------------------ | ------------------------------ | ------------------------------ | ------------------------------ | ------------------------------ |
| Източник: Climate-Data             |                                |                                |                                |                                |                                |                                |                                |                                |                                |                                |                                |                                |                                |

## Икономика
Далнегорск разполага с едно от най-големите химически предприятия в света – „Бор“, основано през 1965 г. Тук, също така, е разположен „Далполиметал“ – крупен завод, произвеждащ и преработващ олово от 1897 г. насам. Съответно износът към близки страни, като Япония, Китай, Южна Корея, Австралия и други е засилен.

## Екология
В резултат от засилената промишлена дейност, Далнегорск и околностите му са изключително замърсени, а населението страда от сатурнизъм. Съседното село Рудная Пристан е обявено за едно от най-замърсените места на планетата.